# 리브 앤 다이
《리브 앤 다이》(영어: To Live and Die in L.A.)는 미국에서 제작된 윌리엄 프리드킨 감독의 1985년 네오누아르 액션 스릴러 영화이다. 윌리엄 피터슨, 윌럼 더포 등이 출연하였고, 어빙 H. 레빈 등이 제작에 참여하였다.

## 출연진
- 윌리엄 피터슨
- 윌럼 더포
- 존 팬코
- 데브라 포이어
- 존 터투로
- 달랜 플루걸
- 딘 스톡웰
- 마이클 그린
- 스티브 제임스
- 로버트 다우니 시니어
- 크리스토퍼 올포트
- 밸런틴 더바거스
- 제인 리브스
- 게리 콜
- 토머스 F. 더피
- 드와이어 브라운
- 다 로빈슨

## 기타 제작진
- 공동 제작: 버드 스미스
- 배역: 밥 와이너
- 미술: 릴리 킬버트
- 세트: 크리킷 롤런드
- 의상: 린다 배스